# 丰唐日 (科多尔省)
丰唐日（法語：Fontangy，法語發音：[fɔ̃tɑ̃ʒi]）是法国科多尔省的一个市镇，位于该省西部，属于蒙巴尔区。

## 地理
丰唐日（47°20'46"N, 4°21'22"E）面积17.61 平方千米，位于法国勃艮第-弗朗什-孔泰大區科多尔省，该省份为法国中东部省份，北起奥布省，西接涅夫勒省和约讷省，南至索恩-卢瓦尔省，东南接汝拉省，东临上索恩省，东北部与上马恩省接壤。
与丰唐日接壤的市镇（或旧市镇、城区）包括：克拉姆雷、蒙圣让、维克苏蒂勒、沙尔尼、米瑟里、拉莫特泰尔南、楠苏蒂勒、努瓦当。

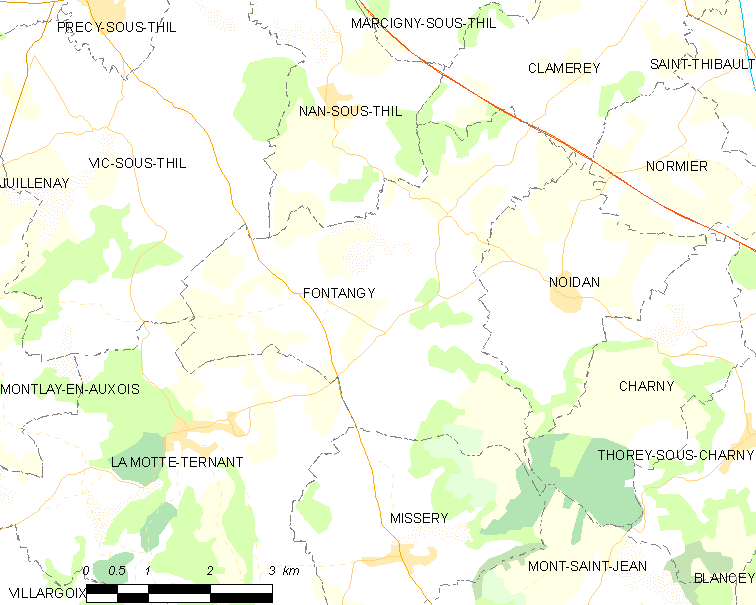
的OSM定位图

丰唐日的时区为UTC+01:00、UTC+02:00（夏令时）。

## 行政
丰唐日的邮政编码为21390，INSEE市镇编码为21280。

## 政治
丰唐日所属的省级选区为欧苏瓦地区瑟米尔县。

## 人口

1962-2008年间人口变化图示

丰唐日于2022年1月1日时的人口数量为157人。